# Лонг снэппер
Лонг снэппер (англ. Long snapper) (LS) — позиция игрока в американском футболе.

## Функции
Лонг снэппер  вместе с кикером и холдером входит в состав Спецкоманды. Игрок располагается на позиции центра нападения. Его основная задача — точно отбросить мяч назад холдеру или кикеру.
Так же, как и центр — его задача, отбросить мяч, но из-за того, что лонг снэпы в таких розыгрышах играются на большие дистанции, для этих амплуа используют разных игроков.